# Antiprotozoaric
Antiprotozoaricele sau antiprotozoarele sunt medicamente antiparazitare care sunt utilizate în tratamentul infecțiilor produse de protozoare. Printre acestea se numără: amoebiaza (antiamoebiene), giardioza, criptosporidioza, microsporidioza, malaria (antimalarice), babesioza, tripanosomiaza, boala Chagas, leishmanioza și toxoplasmoza. Multe dintre tratamentele antiprotozoarice disponibile prezintă dezavantajul unei toxicități ridicate.

## Clasificare
Antiprotozoaricele se pot clasifica în funcție de mecanismul lor de acțiune sau de agentul patogen asupra căruia acționează. Studii recente au propus utilizarea virusurilor în tratamentul infecțiilor protozoarice (viroterapie).
Mecanismul de acțiune al acestor agenți diferă semnificativ, deoarece este o clasă foarte variată de compuși. De exemplu, eflornitina inhibă ornitin-decarboxilaza, iar combinația de aminoglicozide și antiprotozoare utilizate în leishmanioză inhibă sinteza proteică.
Antimalaricele sunt o clasă de antiprotozoarice.